# Anna Wysoczańska-Kula
Anna Agnieszka Wysoczańska-Kula – polska matematyk, doktor habilitowany nauk ścisłych i przyrodniczych, adiunkt Uniwersytetu Wrocławskiego, specjalistka od analizy harmonicznej.

## Kariera naukowa
W 2004 roku na Uniwersytecie Jagiellońskim uzyskała tytuł magistra matematyki. W 2008 roku na Wydziale Matematyki i Informatyki tej samej uczelni uzyskała stopień doktora nauk matematycznych w zakresie matematyki. W tym samym roku rozpoczęła pracę Uniwersytecie Jagiellońskim, którą zakończyła w 2015 roku. W 2012 roku została zatrudniona na Uniwersytecie Wrocławskim, gdzie w 2019 roku na jego Wydziale Matematyki i Informatyki uzyskała stopień stopień doktora habilitowanego nauk ścisłych i przyrodniczych w dyscyplinie matematyki na podstawie pracy pt. Zwarte grupy kwantowe i procesy Levy'ego na nich. W latach 2008–2015 pracowała na Uniwersytecie Jagiellońskim. W 2012 roku została zatrudniona na Uniwersytecie Wrocławskim.